# Londondeklarationen
Londondeklarationen är en överenskommelse rörande rätten i sjökrig. Den tillkom vid en konferens 1908–1909 mellan de större sjömakterna. Fastän deklarationen aldrig formellt ratificierades, har dess regler åberopats och till stor del följts av stormakterna under de båda världskrigen.

## Överenskommelsen
Londondeklarationen omfattar 66 artiklar, innehållande regler för blockad, bestämmelser rörande krigskontraband, grundsatser för s. k. neutralitetsvidrigt understöd åt krigförande, förstöring av neutrala priser, flaggbyte, fientlig egenskap hos fartyg och last samt överenskommelser rörande konvojering, visitation och skadestånd.
Reglerna för ubåtskriget har varit föremål för särskilt intresse och preciserats vid flottkonferenserna i London 1930 och 1936. Dessa regler antogs av alla makter med ubåtar, men frångicks ändå av båda parter under andra världskriget.

## Historik
Londondeklarationen benämnes det förslag till internationell överenskommelse angående vissa till sjökrigsrätten hörande ämnen, vilket utarbetades på en konferens i London, 4 december 1908–26 februari 1909 av delegerade för Tyskland, Förenta staterna, Österrike-Ungern, Spanien, Frankrike, Storbritannien, Italien, Japan, Nederländerna och Ryssland. På den andra så kallade fredskonferensen i Haag 1907 hade på förslag av Tyskland, Förenta staterna, Frankrike och Storbritannien antagits en konvention om en internationell prisdomstol, avsedd att utgöra högsta instans i tvister om rättmätigheten av priser (krigsbyte) som tagits i sjökrig. Enligt nämnda konvention, liksom enligt de fyra makternas förslag, skulle den internationella prisdomstolen, när förekommande rättsfrågor inte kunnat lösas på grund av bestämmelserna i fördrag mellan vederbörande makter och när inte heller tillräcklig ledning kunnat hämtas från allmänt erkända folkrättsliga grundsatser, döma enligt allmänna rätts- och billighetsprinciper. Det var sålunda förutsatt, att den internationella prisdomstolen skulle kunna fungera även utan att de materiella rättsgrundsatserna på förhand blivit fullständigt fastslagna. Kort efter fredskonferensen fick emellertid den storbritanniska regeringen, som själv var förslagsställare, betänkligheter mot att ge den internationella prisdomstolen en så vidsträckt befogenhet och utfärdade därför 28 februari 1908 en inbjudning till en konferens med syfte att bestämma "allmänt erkända folkrättsliga grundsatser" i prisdomstolskonventionens mening. Inbjudna blev endast de åtta stormakterna samt, av särskilda skäl, Spanien och Nederländerna.
Resultatet av konferensens arbeten är sammanfattat i en 26 februari 1909 daterad deklaration rörande sjökrigsrätten. Denna deklaration innehåller i särskilda kapitel bestämmelser om blockad i krigstid, om krigskontraband, om otillåtet (neutralitetsvidrigt) bistånd åt krigförande (assistance hostile), om förstörande av neutrala priser, om förändring av flagga (från fientlig till neutral), om fartygs (eller lasts) egenskap av fientlig eller neutral, om konvojerande, om motstånd vid visitationsrättens utövande samt om skadestånd. Dessa bestämmelser, vilka förklarades utgöra ett odelbart helt, var avsedda att tillsammans med förut, särskilt på andra fredskonferensen, antagna regler utgöra en i det närmaste fullständig kodifikation av sjökrigsrätten. Beträffande rätt att på öppen sjö transformera handelsfartyg till krigsfartyg och att återge ett till krigsfartyg transformerat handelsfartyg dess ursprungliga karaktär kunde man i London lika litet som i Haag komma till något resultat; ej heller förmådde man i London lösa frågan, om man vid bedömande av egendoms karaktär av fientlig eller neutral skulle fästa sig vid ägarens nationalitet eller vid hans hemvist. I deklarationens slutbestämmelser uttalades bland annat att de i konferensen deltagande makterna satte ett särskilt värde på de av dem antagna bestämmelsernas allmänna erkännande och hoppades, att övriga makter skulle tillträda deklarationen. I sådant syfte utfärdades en inbjudning till dessa makter. Inte desto mer var det att beklaga, att, sedan man i fredskonferenserna fått ett organ för kodifikation av folkrätten, sådan kodifikation i mycket viktiga ämnen företagits av ett fåtal makter utan att grunderna för deltagande i eller uteslutande från förhandlingarna kunde anses objektivt giltiga. Saken hjälptes inte genom att i deklarationens inledningsbestämmelse de tio makterna ansåg sig kunna proklamera, att dess innehåll en substance motsvarade allmänt erkända folkrättsgrundsatser.